# Dmitrij Kuźmin
Dmitrij Kuźmin (Дмитрий Владимирович Кузьмин, ur. 12 grudnia 1968 w Moskwie) – rosyjski poeta, krytyk literacki, literaturoznawca, główny redaktor czasopisma "Wozduch". Laureat nagrody Andrzeja Biełogo w 2002 r. w nominacji "Za zasługi dla literatury".
Od 2014 roku w związku z niezgodą z polityką Rosji mieszka na Łotwie.